# Jupon
Jupon hieß früher ein eleganter, knöchellanger Damenunterrock. Im Berliner Adressbuch von 1904 ist für den Spindlershof in der Wallstraße die Firme Cohn & Daniel ausdrücklich als „Juponsfabrik“ eingetragen.
Ein ähnlich klingendes Wort ist die Joppe, die jedoch eine bequeme Jacke beschreibt.
Der aus dem Französischen stammende Begriff hat sich in der Schweiz erhalten und bedeutet allgemein einen Unterrock.
In Spanien trugen Männer gegebenenfalls Jupons, womit Röcke mit langen Schößen gemeint waren.